# Александровка (Белорецкий район)
Алекса́ндровка (баш. Александровка) — деревня в Белорецком районе Республики Башкортостан России. Входит в состав Инзерского сельсовета.

## География

### Географическое положение
Находится на левом берегу реки Инзер.
Расстояние до:
- районного центра (Белорецк): 112 км,
- центра сельсовета (Инзер): 17 км,
- ближайшей ж.-д. станции (Нижняя Тюльма): 0 км.

## История
Название происходит от личного имени Александр.

## Население
| 2002 | 2009 | 2010 |
| ---- | ---- | ---- |
| 18   | ↗29  | ↘11  |

Национальный состав
Согласно переписи 2002 года, преобладающая национальность — русские (67 %). 